# Diacyclops ekmani
Diacyclops ekmani – gatunek widłonoga z rodziny Cyclopidae. Opisał go w 1950 roku szwedzki zoolog Knut Lindberg, nadając mu nazwę Acanthocyclops ekmani.